# 1,5-Dicloropentano
1,5-Dicloropentano ou dicloreto de pentametileno é o composto orgânico de fórmula C5H10Cl2, fórmula linear Cl(CH2)5Cl, massa molecular 141,04. Apresenta ponto de ebulição 63-66 °C a 10 mmHg, ponto de fusão −72 °C, densidade 1,106 g/mL a 25 °C e ponto de fulgor 26,7°C. É insolúvel em água. É classificado com o número CAS 628-76-2, número de registro Beilstein 1732340, número EC 211-053-6, número MDL MFCD00001017, PubChem Substance ID 24894063, CBNumber CB5256666 e MOL File 628-76-2.mol.